# Uvarus inflatus
Uvarus inflatus är en skalbaggsart som först beskrevs av Young 1950.  Uvarus inflatus ingår i släktet Uvarus och familjen dykare. Inga underarter finns listade i Catalogue of Life.